# Dansk Demografisk Database
Dansk Demografisk Database (også kaldet DDD) er en online database, der stilles til rådighed af Dansk Data Arkiv, der er en del af Statens Arkiver. 
Databasen anvendes især indenfor slægtsforskning, og  kan man søge efter personer i historiske kilder som f.eks. folketællinger og politiets udvandringsprotokoller. Kilderne er indtastet af både frivillige og professionelle og der tilføjes hele tiden flere data.